# TBS成田事件
TBS成田事件（ティービーエスなりたじけん）とは、1968年（昭和43年）3月10日に、新東京国際空港建設反対集会取材のさなか、東京放送（現・TBSテレビ）のドキュメンタリー製作スタッフのマイクロバスに、プラカードを所持した集会参加者の三里塚芝山連合空港反対同盟の農婦7人とヘルメットを着けた若い男性3人を乗せた事が発覚し、政府・自民党から非難・抗議を受け、計8人が処分を受けた事件である。
後のTBS闘争の原因の一つとなった。単にTBS事件、成田事件、（成田）プラカード事件、成田報道事件とも言われる。
以下に記述されている役職は全て当時のものである。

## 事件の背景
1960年代後半より自民党は度々、TBSが左寄りの偏向報道だと非難していた。特に1967年2月9日放映の『現在の主役 日の丸』、同年10月30日『ハノイ―田英夫の証言』が閣議で偏向報道であると問題視された。前者は日の丸について多くの人に質問する内容で、後者は『JNNニュースコープ』ニュースキャスターの田英夫がベトナム戦争中の北ベトナムで取材し、アメリカの報道が真実ではないとする内容である。
後者を放送8日後の11月7日に、長谷川峻の招きで今道潤三社長、橋本博報道担当常務、島津国臣報道局長らが自民党本部で田中角栄、橋本登美三郎、新谷寅三郎らと懇談し、『ハノイ―田英夫の証言』は偏向報道だと咎められる。橋本が「田をハノイにやれば、ああいう結果になるのは、分かっていたのではないか?」と発言すると、今道は「ニュースのあるところなら、どこへでも人を出す」と強く反論し、直後に自民党へ呼ばれた事に不服を唱えた。
TBSは懇談後の3月5日に、テレビ報道局プロデューサーで『日の丸』担当の萩元晴彦はテレビニュース部へ、『ハノイ』担当の村木良彦はテレビ編成局編成部スタジオ課勤務へ、それぞれ3月10日付で人事異動すると発表した。今道は成田事件後の記者会見でTBSの偏向報道を認め、懇談以後の社長の態度は島津報道局長曰く「変幻自在」となった。

## 事件の概要

### 当日までの経緯
成田空港問題で反対派農民らに対して政府が機動隊投入等の強硬措置を執ったことから、三里塚芝山連合空港反対同盟（以下、反対同盟）が展開していた三里塚闘争は実力闘争と化した。新左翼と手を結んだ反対同盟は、成田市営スタジアム（現・栗山近隣公園）での「成田空港反対3・10集会」開催を1968年3月10日に予定していた。
2月26日に同じ場所で開催された反対同盟・三派全学連・砂川基地拡張反対同盟の3団体合同集会では、学生らの実力闘争で、新東京国際空港公団分室を警護していた交番勤務の警官らによる臨時編成の機動隊は、716人の重軽傷者を出していた（第1次成田デモ事件）。3月10日も大規模実力闘争が予想されることから、警察は空港公団分室と隣接する市役所を有刺鉄線で要塞化し、催涙ガス対策と警備現場の環境整備のお願いを記したチラシを一般市民に配布するなど万全の体制を敷き、当日は精鋭の警視庁機動隊を含む大警備陣が動員されることとなった。なお、千葉県から応援要請を受けていた警視庁各機動隊は、事前訓練（模擬石・火炎瓶投擲防御や丸太を用いた突撃阻止等の防御・突破訓練）を行い、この日に備えていた。
マスコミ各社も成田へ集まり、TBSもラジオとテレビの両ニュース部が共同で取材するためにTBSテレビ報道部からドキュメンタリー製作取材のディレクター及びスタッフらが訪れた。
3月7日の番組会議でTBSのテレビ報道部製作のドキュメンタリー番組『カメラ・ルポルタージュ』のディレクター宝官正章は、3月12日放送分の企画として成田の農民と学生の農学共闘を取材する「成田二十四時」を提出した。本企画は予定されていた「沖縄もの」がビザ発行の遅延で製作が間に合わず代替する企画だが、時勢な題材として採用されて宝官は当日に成田へ向かった。
宝官は反対同盟の農民達に取材を依頼するが、マスコミ取材を受けない統一方針の農民たちに拒否される。3月8日に報道部副部長から「農民だけに取材せよ」と通達されるが中核派にも取材を拒否され、反対同盟の石橋政次副委員長だけが取材を受け入れた。3月9日にテレビ報道部製作「ポーラ婦人ニュース」ディレクター簗瀬潮音と大原麗子が、集会翌日の11日放送分で成田闘争の農学共闘を取材しに成田に着く。

### 3月10日の動き
午前8時にTBS取材スタッフは宿泊場所を出発する。ニュース部の主だったスタッフは集会予定地の市営球場近くにある洋裁店を借りた前線取材本部へ、「ルポルタージュ」スタッフはマイクロバスで天神峰にある石橋宅へ向かう。大原と簗瀬以下の「婦人ニュース」スタッフは、前日に石橋の仲介で取材許可を得た農家の老人宅に向かったが取材直前に拒否され、石橋宅へ向かう。
午前10時頃に宝官が反対同盟の本部でもある石橋宅で取材を開始すると、簗瀬・大原の両名が到着して取材拒否の連絡を受け、共に石橋宅で取材を再開する。
午前11時半頃、石橋宅の庭に農婦達を乗せた1台の小型トラックが到着する。数分後、石橋が宝官に「反対同盟の女たちをマイクロバスで集会会場まで運んで欲しい」と依頼する。度重なる取材拒否に焦りを感じていた宝官はこの依頼を承諾する。多くの資料は、反対集会にいるスタッフに昼食を届けるためのマイクロバスに便乗させたと解説するが、宝官は「事件が大きくなった後の方便」と述べている。農婦7人がバスに乗車したとあるが、実際はこの他に3人のヘルメットを着けた若い男性達がおり、宝官は反戦青年委員会のカメラマンらしかったと回想している。集会現場を見に行くため簗瀬と大原もバスに乗車した。「便宜供与」の発覚を恐れた宝官は、石橋宅から集会会場まで検問所が2か所設置されていたため、最初の検問所の手前で降ろすように運転手に伝えた。宝官は農婦達がプラカードを本部から持ち出してバスに載せたことに気づいていたが、デモ活動にプラカードは当然と思い深く考えなかった。
社旗をつけたマイクロバスは、1つ目の検問所を通過したが、正午過ぎに2つ目の検問所で機動隊に止められ、機動隊員がバスに乗っていた反対同盟員を見咎め、他のマスコミもバスを囲んでいた。
簗瀬が車内の捜索を承諾してバスに機動隊員が乗り込み捜索を始めると、乗車していた3人の若い男性は機動隊員の横を通り過ぎて降車してその場から離れた。機動隊員がバスを捜索中、奥に置かれていた18本のプラカードの1本に「空港絶対反対、全学連」と書かれていることを発見した。簗瀬はこれまでの経緯を説明して「副委員長に頼まれたことで他意はない」と主張した。機動隊は農婦達を乗せていたことは認めたがプラカードの持ち込みは認めずに一時預かりした。検問記録では「プラカードが三派系の手にわたると、凶器としての角材になる危険性があるため、任意提出を求めて領置（一時預かり）した」と報告されている。なお、デモ活動で掲げていたプラカードの板を取り外して「ゲバ棒」と称して凶器として用いて暴動へ移行する手法は、羽田事件以来、反代々木派学生の常套手段であり、2月26日の暴動でも実際に実行されたものである。
検問所で反対同盟は機動隊と言い争ったが、10分程度で検問所を通り過ぎて市営グラウンド近くの十字路で7人を降ろした。
前線取材本部に到着した大原が事件の経緯を伝えると宝官はすぐに訪れ、テレビ報道局部長吉兼実もヘリコプターで急いで訪れた。取材本部の外で一斉検挙が行われる最中に千葉県警察本部の刑事が訪問して事情聴取が行われ、マイクロバスを使用した理由を「弁当を運ぶためであった」と宝官は弁解した。吉兼は成田にいた他の新聞やテレビ局の取材スタッフに清酒を送り、プラカードの件について黙殺するよう根回しに奔走した。
その後も事件についてスタッフ間で話し合いが行われたが、これといった善後策が出ることは無く終了し、宝官・簗瀬・大原は取材を再開して3人は石橋宅に戻る。石橋はスタッフ達に申し訳ないことをしたと恐縮し、簗瀬と大原に取材可能な農家を一件紹介する。宝官も石橋宅での取材を続け真夜中に完了させる。
だが、この日自民党は国会議員を含む70名ものマスコミ監視団を成田に派遣し（日本社会党も警察の「過剰警備」を監視するため、議員団を当日派遣している）、TBS取材本部には8ミリによる監視がされていたことをTBSのスタッフたちは気付いていなかった。

### 反対派集会の暴動化
TBS取材班らが反対派を送り届けたこの日の集会には総勢4500人が集結した。予てから予想されていたとおり集会後に参加者が暴徒化し、墓地に隠していた凶器等で武装したデモ隊と機動隊との間で大規模衝突が発生した。付近には火が放たれ、市役所には投石が行われた。機動隊はガス弾でもデモ隊を止められなかったが、催涙剤を混ぜて放水することで漸く沈静化させた。機動隊の負傷者は453人。空港反対派は100人以上の逮捕者を出し、負傷者は1000人以上。成田赤十字病院には600人以上もの双方の負傷者があふれかえった。

### 処分まで
3月11日、前日の根回しにより、新聞・テレビ各社はTBSの行動について一切報道を行わなかった。しかし、午前の閣議において赤沢正道国家公安委員長が前日の成田の件について報告。閣議後郵政大臣小林武治が今道社長に電話、開口一番に「お前は社長を辞めろ!」と言い放った。が、後の予算委員会での質疑応答において小林はTBSに圧力をかけたことについて否定している。一方、昼の『ポーラ婦人ニュース』では前日取材した内容が問題なく放送され、宝官は「成田二十四時」のフィルム編集のためTBSへ午後に出社した。
3月12日、郵政省電波監理局が調査という名目で警告を発する。それにより『カメラ・ルポルタージュ』で放送が予定されていた「成田二十四時」を中止。急遽一年前放送された「67春・東京大学」に差し替えて放送した。この日、朝日・読売・毎日など主要新聞朝刊のテレビ欄には「成田二十四時」の番組紹介も記載されていた。視聴者から抗議の電話がTBSに多数届き、中止理由を「責任者の病気」と答えていた。しかし、実際にはディレクターの宝官は昼に「自宅待機」に処せられていた。
3月13日、参議院自民党議員総務会で玉置和郎が成田でのTBSの行動を名指しで非難。「断固たる処置をとるべし」と佐藤栄作首相へ申し入れる決議も行われた。
3月15日、自民党機関紙『自由新報（現・自由民主）』にて「TBSが角材を運搬」と大々的な見出しを付け、「真実と公正な報道を使命とする報道機関が、事もあろうに全学連の凶器となる角材運搬に一役買い―」とTBSの取材活動を非難。
3月19日、事件の賞罰委員会が開かれる。
3月22日、処分が発表される。処分は以下の通り。
- 宝官正章（報道局テレビ報道部ディレクター） - 無期限休職処分
- 濱口浩三（報道局次長兼テレビニュース部長） - テレビニュース部長に
- 島津国臣（報道局長） - 報道局次長に降格
- 簗瀬潮音・大原麗子（両者報道局テレビ報道部ディレクター） - 譴責処分
- 吉兼実（報道局テレビ報道部長） - 減俸1か月
- 宇野昭・松橋尚（両者報道局副部長） - 戒告処分

この処分について今道社長は事件について「不偏不党という会社の路線に反した」ので、報道機関として厳しい処分を行い、そして「政府その他外部からの干渉は一切ない」と述べた。それに対し労働組合は賞罰委員会の中で会社側は「一部から圧力があるのでやむをえまいということを何度もいっていた」と述べ、処分について「こうした圧力筋へ差し出すイケニエ」と見て、「処分撤回の闘いを進めていく」と語った。

## その後
3月25日、報道局の集会において「報道局声明」を発表。この事件についての詳細な資料が添えられた声明は事件について「この種の不注意な行為によって、我々の正当な放送内容に疑念が持たれることは、報道機関の自殺行為というべきであろう」として報道に対する姿勢を厳しく律することを述べ、続けて「処分は常識的範囲をはるかに超えた過酷なもの」として受け止め、「自由な報道活動への挑戦に対しては、結束して闘うことを改めて声明する」と会社上層部へ警告した。
さらにこの時、TBS・報道局間では別の問題が発生していた。先に述べた萩元晴彦・村木良彦の人事異動を、報道局組合側が「懲罰人事」だとして人事の撤回を求めていた。そして3月27日『JNNニュースコープ』の田英夫がキャスターを突然降板。これをきっかけに翌日28日、報道局組合員は「報道の自由は死んだ」との喪章を着け、TBS闘争と呼ばれる100日近くにわたる労働闘争が開始された。労働組合は萩元と村木の人事異動撤回、田の『ニュースコープ』への復帰、そして成田事件の処分撤回の三本柱を軸に闘争を進めていく。
4月12日に今道社長は「私の心境」と題するTBS従業員に対しての一文を社内で配る。その文の中で「成田事件に関して、政府や与党のなかで怒り騒いだということは知っている。しかし、それは私の悲痛なる処分の決定となんの関係があろう。私は外部と関係を絶って考えに考えたのだ」と事件の処分に於いて圧力は無かったと再び強調。また5月2日に橋本博常務は報道局会で外部からの圧力について「圧力がかかったと思っている人がいるかもしれないが、会社は少しも圧力は感じていない」と述べた。
その後、6月11日付で宝官の処分撤回が発表されたが、それ以外は特筆すべき成果を挙げられぬまま闘争は終焉した。闘争中に機能しなかったテレビ報道部は8月29日に解体を発表、243人もの人事異動と根本的な構造改革が行われる。『ポーラ婦人ニュース』は低視聴率を理由に9月28日に打ち切り、その他『カメラ・ルポルタージュ』等テレビ報道部が製作していた社会派ドキュメンタリー番組も打ち切りとなる。後にドキュメンタリー番組の制作と放送を再開するが、TBSビデオ問題が1995年に発覚してワイドショー番組を全廃する。
宝官はTBS闘争渦中の人であった萩元、村木を含めた十数名とTBSを退社し、彼らを中心とするメンバーと共にテレビマンユニオンを創立した。TBS内では「宝官は出世を諦めてユニオンに行った」という陰口もあった。一年遅れて大原も参加した。

## 事件を題材にした作品
- 平田敬『小説TBS闘争』新潮社、1973年9月。

TBS闘争を小説化した作品で、闘争のきっかけの1つとして成田事件が登場。人物名は実際の人物から変えられており、宝官正章は堀越勉となり、「成田24時」は「千丈ヶ原の春」に変えられている。